# Processo Ostwald
Il processo Ostwald è un processo chimico industriale per la produzione di acido nitrico, sviluppato da Wilhelm Ostwald e brevettato nel 1902.

## Processo
L'ammoniaca viene convertita in HNO3 attraverso vari intermedi. Il primo prevede che venga ossidata per formare NO e H2O in presenza di un catalizzatore a base di platino all'88%, rodio al 10% e  palladio al 2%, che prende il nome di "catalizzatore redox". Il processo è fortemente esotermico ed è pertanto una fonte di calore, una volta avviato:
{\displaystyle {\ce {4 NH3 + 5 O2 ->4NO + 6H2O}}}
(Δ H = −905,2 kJ / mol)
I passaggi successivi prevedono la formazione di NO2 e la sua dimerizzazione:
{\displaystyle {\ce {2 NO + O2 -> 2 NO2}}}
(Δ H = −114 kJ / mol)

{\displaystyle {\ce {2 NO2 -> N2O4}}}
L'N2O4 viene assorbito in H2O:
{\displaystyle {\ce {N2O4 + H2O -> HNO3 + HNO2}}}
(Δ H = −234 kJ / mol)

{\displaystyle {\ce {3 HNO2 -> HNO3 + 2 NO + H2O}}}
È possibile anche la reazione secondaria:
{\displaystyle {\ce {4 NH3 + 6 NO -> 5 N2 + 6 H2O}}}
Questa reazione si minimizza riducendo il tempo di contatto tra reagenti e catalizzatore.
L'NO va a NO2 e viene rimosso per Strippaggio dalla miscela; l'HNO3 in soluzione acquosa viene concentrato per distillazione.
I gas rimanenti vengono trattati con NaOH o per riduzione catalitica (con H2, CH4, syngas ...) per l'abbattimento degli ossidi di azoto residui e scaricati.

## Produzione di HNO3a elevata purezza
Per ottenere HNO3 a alte concentrazioni si può:
- Distillare l'HNO3 diluito in colonne di ghisa siliciosa[1] in presenza di H2SO4. Infatti l'HNO3 forma un azeotropo con l'H2O che può essere spostato con H2SO4.
- Processo Ostwald fino alla produzione di N2O4, poi reazione:

{\displaystyle {\ce {N2O4 + H2O + 1/2 O2 -> 2 HNO3}}}
Non si usa H2O, ma HNO3 diluito che viene prelevato dalla soluzione di acido nitrico finale e immesso in acqua dove poi verrà mischiato con N2O4 creando Acido nitrico con efficienza maggiore in quanto quest'ultimo già presente nella soluzione iniziale fungerà da catalizzatore.
Questo processo ha rivoluzionato la produzione di acido nitrico in quanto senza nessun trattamento al prodotto grezzo che esce dal reattore si possono ottenere percentuali fino al 30-50%.

## Autoalimentante
Le reazioni che avvengono in questo processo sono tutte molto esotermiche, ovvero rilasciano calore che, trasformato in energia, viene sfruttato per alimentare il processo.